# La Cluse-et-Mijoux
La Cluse-et-Mijoux település Franciaországban, Doubs megyében. Lakosainak száma 1317 fő (2022. január 1.). La Cluse-et-Mijoux Pontarlier, Montperreux, Oye-et-Pallet, Verrières-de-Joux és Les Hôpitaux-Vieux községekkel határos.

## Népesség
A település népességének változása:
| Lakosok száma | 877  | 911  | 1067 | 1158 | 1232 | 1318 | 1307 | 1299 | 1331 | 1317 |
|               | 1968 | 1982 | 1990 | 2006 | 2013 | 2015 | 2017 | 2019 | 2020 | 2022 |